# Firma Torsten Carlson
Firma Torsten Carlson var en svensk butik i Boxholm under 1880-talet fram till åtminstone 1942.

## Historik
Firma Torsten Carlson grundades på 1880-talet i Boxholm, som filial till en butik i Vadstena av handlanden Ström & Molin. Firman ägdes därefter av köpmannen Nils Otto Källgren som 1918 sålde den till Erik Svensson. 1919 såldes till T. Carlson och H. Lönn och köptes åter 1928 av köpmannen Nils Otto Källgren. När Källgren avled 1932, togs butiken över av hans sterbhus. År 1933 tog köpmannen Torsten Carlsson över butiken, som hade varit anställd vid butiken sedan 1908. Carlson var även mmedlem i Boxholms köpmannaföreningen och ombud för Göstrings härads och Skänninge stads sparbank.
Under 1900-talet genomgick butiken en större ombyggnation. Butiken sålde specerivaror, diversevaror, järn, glas, porslin, vapen, krut, dynamit, jaktredskap och redskapsartiklar.